# Children of the Anachronistic Dynasty
Children of the Anachronistic Dynasty, або C.A.D. (укр. Діти анахронічної династії) — американський рок-гурт з Гранд-Рапідс, штат Мічиган, відомий тим, що в ньому грав Мейнард Джеймс Кінан, майбутній учасник гуртів Tool, A Perfect Circle і Puscifer.
Children of the Anachronistic Dynasty записали своє перше демо під назвою Fingernails на касету у 1986 році у вітальні Кінана. Поки Хорнінг грав на гітарі, Кінан співав, грав на бас-гітарі та керував драм-машиною. Це вважається їхнім «найвідомішим записом». Одна з пісень на касеті, «Burn About Out», вважається ранньою версією пісні Tool «Sober». Попри те, що її темп швидший порівняно з «Sober» і у неї відсутній приспів, мелодія куплету та більшість текстів обох пісень дуже схожі.
Наступного року гурт записав другий мініальбом під назвою Dog. House. Ця касета вважається раритетною. Виступ C.A.D. на сцені Кендаллського коледжу мистецтва та дизайну транслювався на телеканалі Гранд-Рапідс у квітні 1987 року. Гурт виконав декілька пісень з альбому Fingernails, зокрема «Burn Out About». В ефір потрапило також інтерв'ю з Кінаном.

## Дискографія
- Finger Nails (1986)[9]
- Dog. House (1987)[10]
- Peace Day (VHS, 1987)[11]

## Музиканти
- Том Гелусо — перкусія (1987)
- Стенлі Д. Хендерсон — бас (1987)
- Кевін Хорнінг — соло-гітара (1986—1987)
- Тодд Хорнінг — ритм-гітара (1987)
- Мейнард Джеймс Кінан — вокал (1986—1987), бас, драм-машина (1986)[3]